# شهرستان شلی
شهرستان شلی (به انگلیسی: Schley County) یک شهرستان‌های جورجیا در ایالات متحده آمریکا است که در جورجیا واقع شده‌است. شهرستان شلی ۴۳۵٫۱۲ کیلومتر مربع مساحت دارد.